# Мормонство
Мормонството, известно и като Мормонизъм, е религиозно течение, основано от американеца Джоузеф Смит на 6 април 1830 г. Според преданията на църквата Джоузеф Смит е получил видение, когато бил на 14 години. Явили му се Бог Отец и Исус Христос. След време и след като се доказал за достоен, той получил пророческо откровение на 21 септември 1823 г., в изпълнението на чиито предписания той е трябвало да преведе от златни плочи, които му били разкрити къде са от ангел Мороний, син на Мормон – пророк за обитателите на древния Американски континент, от ок. 600 години преди Рождество Христово, до 400 години след смъртта му. Този превод е публикуван като „Книгата на Мормон“ (тъй като пророкът, който писал на плочите се казвал Мормон). Заедно с Библията залягат в основата на учението на светиите от последните дни. Тази книга съдържа летопис на два народа – един праведен и един нечестив (нефити и ламанити). Важна част от Книгата на Мормон разказва за идването на Христос на Американския континент след възнесението му. Според летописа, той също призовал апостоли там и установил своята църква. Мормоните вземат това за доказателство, че Бог обича всички свои деца, а не само един народ.
Скоро след първото издание на „Книгата на Мормон“, на 6 април 1830 в Ла-Файет, Ню Йорк, Джоузеф Смит официално учредява Църквата на Исус Христос на светиите от последните дни. От самото начало светиите се сблъскват с неприязненото отношение на останалата част на обществото, предизвикано най-вече от проповядваната и практикувана в началните години от организацията полигамия. През 1890 г. пророкът Уилфърд Удръф получава откровение, че многоженството вече не е нужно. Църквата на Исус Христос на светиите от последните дни вече не практикува полигамия, но в някои от деноминациите, отклонили се от нея, тя все още се практикува (Фундаменталните светии от последните дни). След смъртта на Джоузеф Смит (1844 г.) мнозинството мормони разбира, че Бригам Янг е избран да е пророк. Наричан е Модерния Мойсей, понеже ръководи масовото преселване на членовете на църквата от щата Илинойс до Юта, където продължава да гради Църквата на Исус Христос на светиите от последните дни.
Протестантство се дефинира като религиозно движение, което отхвърля схващанията в православната и католическата църква. В резултат се създава нова църква, която да реформира тези учения. Макар че първоначално мормонизмът се гради на основа на протестантското течение „Второ велико пробуждане“, мормонизмът не може да бъде категоризиран като протестантство. Това е защото мормоните НЕ претендират да реформират църквата. Те смятат че тяхната църква е възстановената Христова църква. Затова и някои традиционни протестантски вероизповедания смятат мормонизма за непротестантско християнско вероизповедание, съставляващо нов клон в християнството.

## Основни догматически различия между мормонизма и православното християнство
| Мормонско учение | Традиционно православно учение                         |
| --- | ------------------------------------------------------ |
| Има откровение и в наши дни | Откровението свършва с Библията                        |
| Бог само е организатор на нещата, които съществуват, не създава „ex nihilo“ | Бог е създател на всичко „ex nihilo“                   |
| Светата Троица се състои от Небесен Отец, Исус Христос (които имат тела) и Светият дух (който няма тяло), които са единодушни в своите цели, но са различни личности Mат 3:17 | Светата Троица съставлява три форми на единствения Бог |
| Глава на църквата е Исус Христос – Пророк, който държи и предава всички свещенически ключове | Исус Христос няма представител на земята               |
| След смъртта има състояние на ума на рай и затвор. След деня на страшния съд ще има три Царства (всяко по-прекрасно от другото 1 Кор 15:40 – 42) и „Вечната тъмнина“ (в нея попадат само, хората, които са имали знанието за Бог, и не са го приели (Знанието – т.е. видели са го) | има един вид рай и един вид ад                         |
| Ние сме съществували в Доземен живот, където Бог Отец е родил нашите души | Душата на човека се създава в момента на зачеването    |

## Основни догматически различия между двете най-големи мормонски вероизповедания
| Становище на Църквата на Исус Христос на светиите от последните дни                  | Становище на Реорганизираната църква на Исус Христос на светиите от последните дни |
| ------------------------------------------------------------------------------------ | ---------------------------------------------------------------------------------- |
| Многоженство между 1835 – 1890                                                       | Многоженство никога не е било практикувано                                         |
| Само мъжете държат свещеничеството                                                   | Мъжете и жените държат свещеничеството                                             |
| Храмови обреди: кръщаване на починали, брак за вечност, надаряване                   | Няма храмови обреди                                                                |
| Четири свещени писания: Библия, Книгата на Мормон, Учение и завети, Скъпоценна перла | Библия, Учение и завети, Книгата на Мормон                                         |

## Разкол
Председателят на мисията на църквата в Тексас, Луман Уайт, влиза в конфликт с Бригам Янг, който го изключва от църквата през 1847 г. Уайт от мисията прави независима църква, избира себе си за църковен председател, но не се обявява за пророк, тъй като смята, че Джоузеф Смит няма наследник пророк. Групата строго се придържа към мормонските догми, такива каквито са били по времето на смъртта на Джоузеф Смит, нови учения са немислими поради липса на пророк. За кратко към групата на Лиман се присъединява и Уилям Б. Смит, единственият възрастен мъж от рода на Джоузеф Смит по онова време. След смъртта на Лиман Уайт през 1858 г. групата му разпада, а оставащите членове се присъединяват към Реорганизираната църква на Исус Христос на светиите от последните дни.
Уилям Б. Смит, единственият възрастен мъж от рода на Джоузеф Смит по онова време през 1845 г. издава декларация срещу Бригам Янг, който в отговор го отлъчва от църквата. На свой ред Смит през 1847 г. обявява себе си на нов пророк и изключва всички, признаващи Бригам Янг. През 1878 г. У. Смит поема ръководството на Реорганизираната църква на Исус Христос на светиите от последните дни.
Алфеъс Кътлер, бивш близък съратник на Джоузеф Смит смята, че след смъртта на Джоузеф Смит църквата е изчезнала, и е останал само неин земен образ. Премества се в Айдахо, където се опитва да изгражда комуни на комунистическа основа. Води се мисионерска дейност само сред индианците. След смъртта на Кътлер през 1865 г. по-голямата част на членовете преминава към Реорганизираната църква на Исус Христос на светиите от последните дни, а една малка част остава независима. Те съществуват, понастоящем имат около десетина членове.

## Главни мормонски деноминации съществуващи и днес
1. Църквата на Исус Христос на светиите от последните дни – The Church of Jesus Christ of Latter-day Saints – Членство: над 15 милиона души.

1. Реорганизирана църква на Исус Христос на светиите от последните дни – The Community of Christ – След смъртта на Джоузеф Смит неговата първа съпруга и синът им Джоузеф Смит III стават център на вярващите несъгласни с Бригам Янг. Преместват се в щат Мисури, където реогранизират църквата през 1860 г. В края на 20 век променят името си на „Общност на Исус“, като част от мерки, целящи приближаване към традиционното християнство. Седалище: Индипендънс, Мисури. Членство: около 250 хиляди души.
2. Църква на Исус Христос – The Church of Jesus Christ – Третата по големина мормонска деноминация. Апостол Сидни Ригдън, бивша дясна ръка на Джоузеф Смит, след като претърпява провал срещу Бригам Янг, отива на атлантическия бряг на САЩ и създава нова църква. Вторият човек в новата църква е Уилям Бикертон. Скоро Ригдън и Бикертон се скарват, и новият ръководител става Бикертон. Седалище: Мононгахела, Пенсилвания. Членство: около 15 хиляди души.
3. Църква на Исус (Храм Лот) – Church of Christ – Temple Lot – През 1863 г. Гранвил Хедрик обединява пет независими мормонски енории, които не приемат нито един от спорещите помежду си мормонски ръководители. Членство: около 5 хиляди души, седалище: Индипендънс, Мисури. Седалище на Църквата на Исус (Храм Лот)
4. Църква на Исус Христос на светиите от последните дни (Странгити) – Church of Jesus Christ of Latter Day Saints (James Strang) – Джеймс Странг се присъединява към мормоните малко преди смъртта на Джоузеф Смит. Джоузеф Смит го натоварва да организира църквата в щат Уисконсин. След смъртта на Джоузеф Смит, Странг не признава нито един от спорещите ръководители на мормоните, обявява се за независим, а скоро последователите му го обявяват и за нов пророк. Членство: около хиляда души. Седалище: Бълингтън, Уисконсин.
5. Фундаменталистка църква на Исус Христос на светиите от последните дни – Fundamentalist Church of Jesus Christ of Latter-day Saints – Най-голямата група мормони, откъснали се от главната Църква на Исус Христос на светиите от последните дни, когато тя отменя учението за многоженството през 1890 г. Седалище: Елдорадо, Тексас. Членство: около 10 хиляди души.
6. Обединено апостолско братство – Apostolic United Brethren –
7. Църква на Исус с послание на Илия – Church of Christ with the Elijah Message – Откъснали се от Църквата на Исус (Храм Лот). Членство: 12 хиляди души. Седалище: Мисури.

Интересно е да се отбележи, че според американското гражданско право не голямата Църква на Исус Христос на светиите от последните дни, а втората по големина Реорганизирана църква на Исус Христос на светиите от последните дни е правоприемник на оригиналната църква основана от Джоузеф Смит през 1830 г. Поради това някои съществуващи и днес имоти, които са били собственост на мормоните до смъртта на Джоузеф Смит, днес са собственост на Реорганизираната църква.

## Критики и противоречия
През 2014 г. медии в България разпространяват историята на Йорданка Солачка от Благоевград, която разказва, че след като е индоктринирана в група, която проповядвала по „Книгата на Мормон“, от църквата поискали от нея и семейството ѝ десятък в пари от всички приходи и собственост. Твърденията на разказа включват, че след кръщението на семейството, групата изискала семейството да разпродаде своите имоти и да им предаде половината от парите от продажбата, както и занапред да гладува една седмица в месеца, също за да даде спестените пари на групата.
Сайтът на Църквата на Исус Христос на светиите от последните дни казва, че църквата наистина изисква десятък от всички свои членове. Също така иска членовете да постят в продължение на две ядения, и да дават спестените пари (наречени дарения от пост) за подпомагане на бедните. И двете тези дарения са доброволни. Разбирането и приемането на тези желания са включени във въпросите при интервю за кръщение – за който иска да стане член.